# Blimbingrejo
Blimbingrejo is een bestuurslaag in het regentschap Jepara van de provincie Midden-Java, Indonesië. Blimbingrejo telt 6890 inwoners (volkstelling 2010).